# Banque du Comité de salut public
 (février 2014).
Si vous disposez d'ouvrages ou d'articles de référence ou si vous connaissez des sites web de qualité traitant du thème abordé ici, merci de compléter l'article en donnant les références utiles à sa vérifiabilité et en les liant à la section « Notes et références ».
La Banque du Comité de salut public fut créée sous la Révolution française par le Comité de salut public en 1797[réf. nécessaire].

## Historique
Pendant la Révolution, après la Terreur, la banque Perregaux, mena habilement un double jeu grâce au jeune Jacques Laffitte : elle reçut en dépôt des fonds remis par des émigrés et elle les fit passer à l’étranger pour leur compte. En même temps et parallèlement, elle devint la banque du Comité de salut public, se chargeant des opérations confidentielles, conclues secrètement dans les pays étrangers, voire ennemis, pour le compte du gouvernement révolutionnaire.
L'objectif du Comité de salut public, en cette période de guerre quasi-généralisée en Europe, était d’assurer les approvisionnements nécessaires à l’entretien des armées et à la subsistance des populations. Il parvint ainsi à échapper aux investigations des révolutionnaires exaltés et certains de ses membres en profitèrent pour faire fortune.